# Wiesel 2 Ozelot
Das Leichte Flugabwehr System (LeFlaSys) Ozelot ist ein auf Basis des Waffenträgers Wiesel 2 entwickeltes leicht gepanzertes Kurzstrecken-Flugabwehrraketensystem der Bundeswehr. Das Waffensystem wurde bei der Heeresflugabwehrtruppe eingeführt und wird seit 2012 durch die Luftwaffe genutzt.

## Entstehungsgeschichte
Anfang der 1990er Jahre zeigte sich bei den Auslandseinsätzen der Bundeswehr, dass die Truppe nur über unzureichende Flugabwehrfähigkeiten verfügte. Die bis dahin verwendeten Systeme zeigten sich als nicht geeignet für die neuen Aufgaben der Krisenreaktionskräfte (Eingreifkräfte). Gefordert waren hohe Mobilität und Luftverlastbarkeit, sodass die Firma STN Atlas Elektronik in Bremen 1992 eine erste eigenfinanzierte Entwicklung eines leichten Fla-Systems begann. Auf der Grundlage der Taktisch-Technischen Forderung (TTF) vom April 1994 wurde nach hartem Wettbewerb im Februar 1995 das Angebot der Arbeitsgemeinschaft STN Atlas/Wegmann ausgewählt und später ein Vertrag zur Lieferung von Truppenversuchsmustern mit einer festen Vereinbarung der Option Serie geschlossen. Bereits ab Dezember 1996 erfolgten die ersten ausgiebigen Truppenversuche, die die Voraussetzung für die Bewilligung und Beschaffung des Flugabwehrsystems ab 1998 waren. Aus technischen Gründen verzögerte sich allerdings gegenüber der ursprünglichen Planung der Auslieferungsbeginn der Ausstattung für drei Batterien bis ins Jahr 2001.
Am 27. Juni 2001 wurde das erste leichte Flugabwehrsystem an der Heeresflugabwehr-Schule in Rendsburg an die Truppe übergeben. Die Gesamtstückzahl belief sich auf 50 Waffenträger Ozelot, zehn Aufklärungsfahrzeuge (AFF) und sieben Führungsfahrzeuge (BF/UF), alle auf Basis des Wiesel 2, sowie zwei Schnittstellenfahrzeuge (SF) und neun Werkstatttrupps (WSA), beide auf Basis des Mercedes-Benz Wolf.  Die Bundeswehr bezeichnete Ozelot 2021 als veraltet sowie qualitativ und quantitativ unzureichend und beabsichtigte demnach, das Flugabwehrsystem bis 2026 zu ersetzen.

## Leichtes Flugabwehrsystem (LeFlaSys)

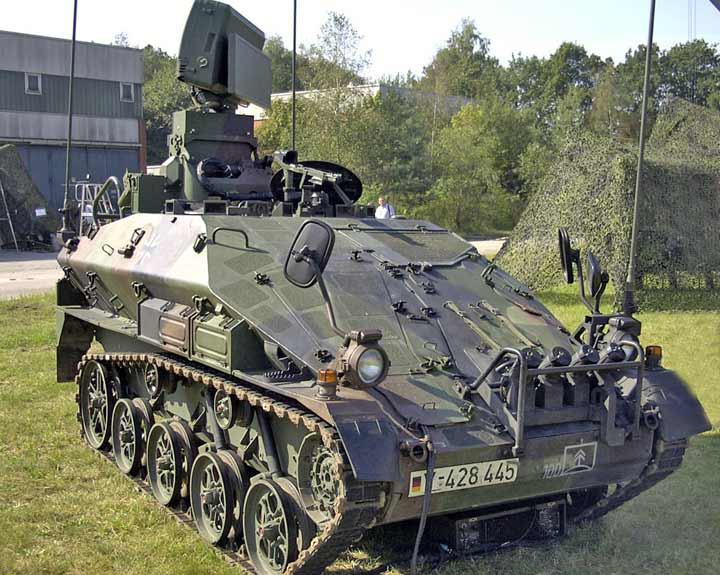
Wiesel 2 AFF

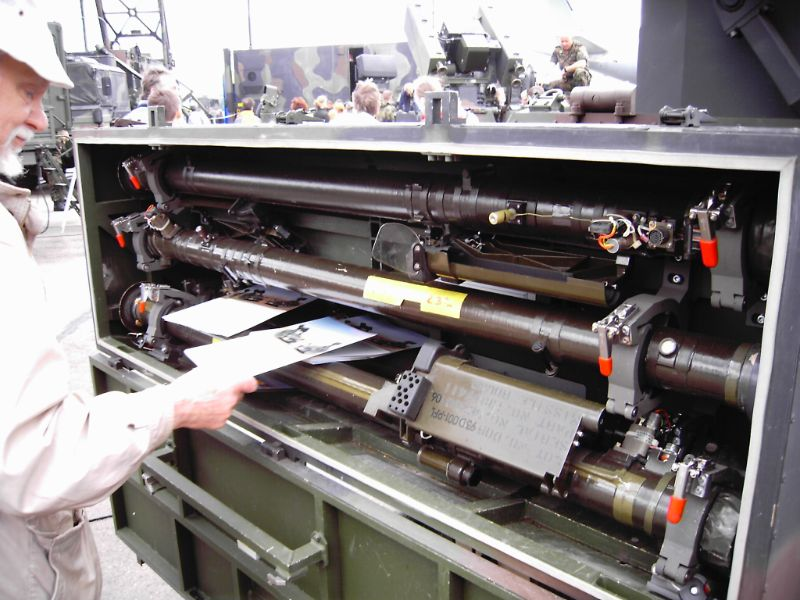
Stinger im Reservebehälter des Ozelot

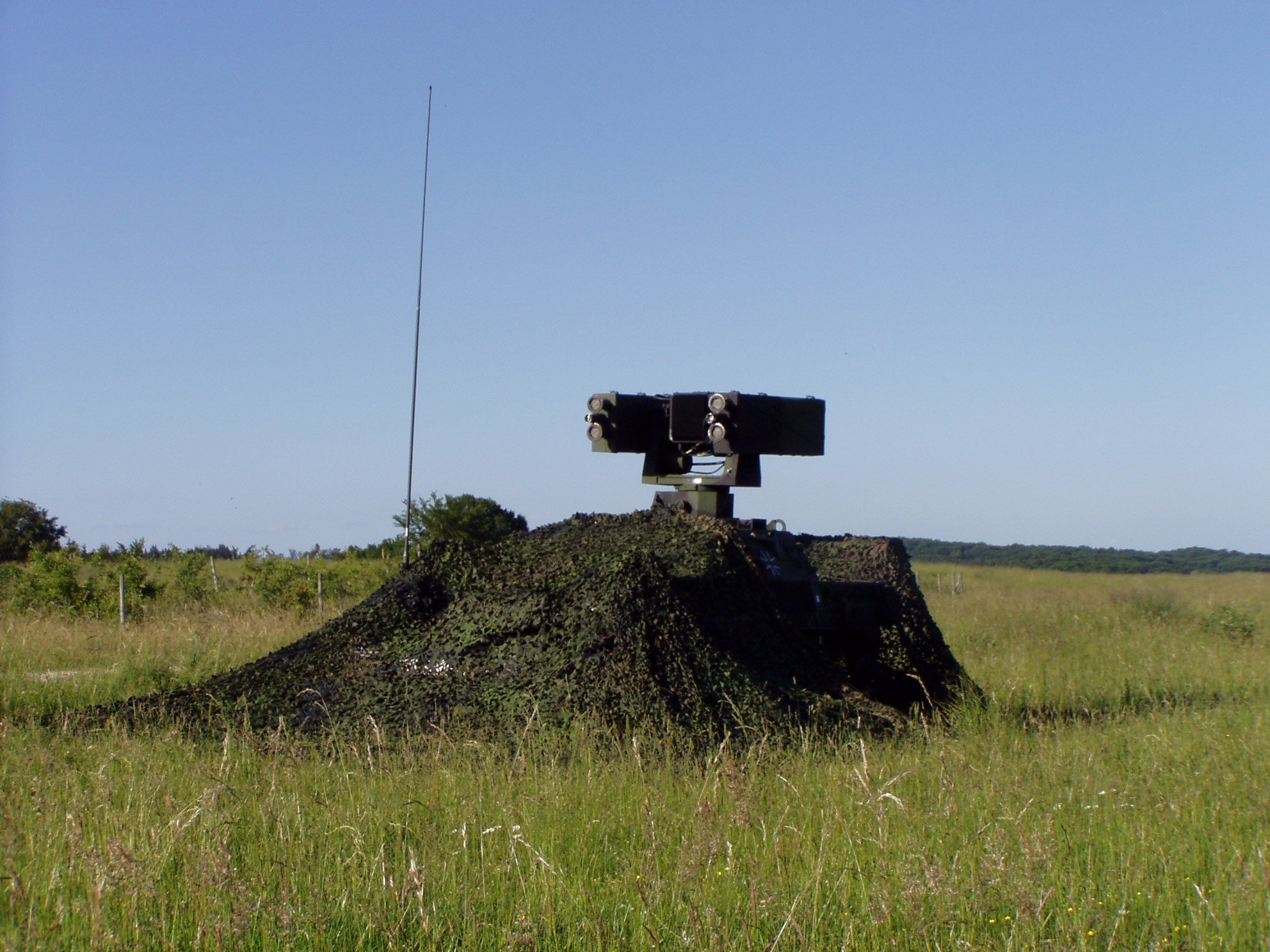
Wiesel 2 „Ozelot“ während der Übung ELITE 2007

Das leichte Flugabwehrsystem besteht aus verschiedenen Fahrzeugen auf Basis des Wiesel 2 von Rheinmetall-Landsysteme. Alle drei Fahrzeuge verfügen zur Selbstverteidigung über ein Maschinengewehr MG3 und eine Nebelmittelwurfanlage. Zusätzlich wird ein Schnittstellenfahrzeug auf Basis des MB Wolf eingesetzt.

### Waffenträger Ozelot
Der Ozelot ist der Waffenträger des Systems und mit der Waffenanlage ASRAD (Advanced Short Range Air Defense) der Firma STN Atlas ausgerüstet. Dieses besteht aus einem um 360° horizontal drehbaren und −10° bis +70° vertikal richtbaren Pedestal mit Vierfachstarter zum Abfeuern von Flugabwehrraketen des Typs „Stinger“. Der Ozelot ist in der Lage, Flugziele bis zu einer Entfernung von sechs Kilometern zu bekämpfen. Für die elektronische Verbindung zum AFF (s. u.) ist der Ozelot mit zwei Funkgeräten SEM 90 und SEM 93 ausgestattet. Beim Ausfall des Feuerleitfahrzeuges ist es dem Waffenträger möglich, mit Hilfe der optischen Aufklärungsmittel (eines Infrarot-Rundsuchsystems, einer Wärmebildkamera und eines Laserentfernungsmessers) selbständig Flugziele aufzuklären und zu bekämpfen.

### AFF (Aufklärungs-, Führungs- und Feuerleitfahrzeug)
Das AFF bildet das Gehirn des Systems. Es überwacht den Luftraum, identifiziert Flugziele, führt den Zug und übermittelt dem Ozelot Feuerleitinformationen. Dazu ist es mit einem 3-D-Luftraumüberwachungsradar HARD (Helicopter & Airplane Radio Detection Radar) der Firma Ericsson ausgestattet, mit dem es möglich ist, Flugziele bis zu einer Entfernung von 20 Kilometern und einer Höhe von 5000 Metern zu erfassen. Ein integriertes Sekundärradar ermöglicht die Freund-Feind-Erkennung. Zur Führung der Waffenträger Ozelot und zur Datenübertragung von Luftlageinformationen ist das Fahrzeug mit fünf Funkgeräten SEM 90 und 93 ausgestattet.

### BF/UF (Batterieführungsfahrzeug / Unterstützungszelle „Flugabwehr“)
Das BF/UF koordiniert alle Züge der Batterie. Es basiert ebenfalls auf dem Wiesel 2. Dazu verfügt es über drei Funkgeräte (ein SEM 90 und zwei SEM 93). Aktuelle Bezeichnung: „FlaFührungs Wiesel“.

### SF (Schnittstellenfahrzeug)
Das Schnittstellenfahrzeug ist die leichte Variante der „Flugabwehrschnittstelle Tiefflugbereich“ (FAST). Durch das Schnittstellen-Fahrzeug kann die leichte Flugabwehrbatterie in das Heeresflugabwehr-Aufklärungs- und Gefechts-Führungssystem (HFlaAFüSys) und in die integrierte Luftverteidigung eingebunden werden. Außerdem besteht die Möglichkeit, an Aufklärungsnetze verbündeter Streitkräfte angeschlossen zu werden. Es basiert auf dem Geländefahrzeug Wolf.
Zur Übertragung von Luftlageinformationen ist das Fahrzeug mit insgesamt vier Funkgeräten SEM 93 sowie der eigentlichen Schnittstelle (englische Bezeichnung: Low Level Air Picture Interface, LLAPI) ausgerüstet. Über ein Datenkabel wird die Verbindung zur Schnittstelle der anderen Einheit hergestellt. Aktuelle Bezeichnung: FAST lvb.

## Einsatzkonzept
Die Waffenträger Ozelot sind im Gelände taktisch um ein Aufklärungs-, Führungs- und Feuerleitfahrzeug herum aufgestellt. Bei einem Einsatz sind die Waffenträger passiv und warten auf Zielinformationen vom AFF. Dieser ist der einzig aktive Panzer und sucht mit seinem Radar den Luftraum nach Zielen ab. Das AFF ermittelt die Zielkoordinaten und übermittelt sie abhörsicher an alle Ozelots. Diese richten ihre Waffenstationen entsprechend aus und feuern jeweils bis zu vier FIM-92 Stinger ab. Dieser ganze Vorgang benötigt vom Erfassen des Zieles durch das AFF bis zum Start der Raketen durch den Ozelot zehn Sekunden.

## Zusammenstellung
Jede der drei leichten Flugabwehrraketenbatterien des Heeres verfügte bis 2012 mit dem System LeFlaSys über folgende Fahrzeuge:
- 1 Batterieführungsfahrzeug (BF)
- 1 Fahrzeug Unterstützungszelle (UF)
- 1 Schnittstellenfahrzeug (SF)

Seit der Übernahme des LeFlaSys durch die Luftwaffe im Jahr 2012 existiert das Waffensystems nur noch in der 3. Staffel der Flugabwehrraketengruppe 61 (3./ FlaRakGrp 61). Diese verfügte in 2012 über 2 Züge mit je 3 Fahrzeugen AFF und 6 Waffenträgern Ozelot.

## Technische Daten im Detail
| Bezeichnung            | Ozelot | AFF | BF/UF |         |
| ---------------------- | --- | --- | --- | ------- |
| Motor:                 | 4-Zylinder-TDI | 4-Zylinder-TDI | 4-Zylinder-TDI |         |
| Hubraum:               | 1896 cm³ | 1896 cm³ | 1896 cm³ |         |
| Leistung:              | 81 kW (110 PS) | 81 kW (110 PS) | 81 kW (110 PS) |         |
| Kühlung:               | Flüssigkeitskühlung                                                                                                 | Flüssigkeitskühlung                                                                                                 | Flüssigkeitskühlung                                                                                                 |         |
| Getriebe:              | hydromechanisches Planetengetriebe 4HP-240 mit vier Vorwärtsgängen und einem Rückwärtsgang                          | hydromechanisches Planetengetriebe 4HP-240 mit vier Vorwärtsgängen und einem Rückwärtsgang                          | hydromechanisches Planetengetriebe 4HP-240 mit vier Vorwärtsgängen und einem Rückwärtsgang                          |         |
| Fahrwerk:              | drehstabgefedertes Stützrollenlaufwerk                                                                              | drehstabgefedertes Stützrollenlaufwerk                                                                              | drehstabgefedertes Stützrollenlaufwerk                                                                              |         |
| Länge über alles:      | 4510 mm | 4150 mm | 4160 mm |         |
| Breite über alles:     | 1820 mm | 1820 mm | 1820 mm | 1820 mm |
| Höhe über alles:       | 1900 mm | 1900 mm | 2110 mm |         |
| Bodenfreiheit:         | 302 mm | 302 mm | 302 mm |         |
| Watfähigkeit:          | 500 mm | 500 mm | 500 mm |         |
| Überschreitfähigkeit:  | 1500 mm | 1500 mm | 1500 mm |         |
| Kletterfähigkeit:      | 400 mm | 400 mm | 400 mm |         |
| Steigfähigkeit:        | 60 % | 60 % | 60 % |         |
| Querneigung:           | 30 % | 30 % | 30 % |         |
| Leergewicht:           | 2600 kg | ? kg | ? kg |         |
| Gefechtsgewicht:       | 4100 kg | 4100 kg | 4100 kg |         |
| Höchstgeschwindigkeit: | 70 km/h (Straße), 50 km/h (Gelände)                                                                                 | 70 km/h (Straße), 50 km/h (Gelände)                                                                                 | 70 km/h (Straße), 50 km/h (Gelände)                                                                                 |         |
| Kraftstoffmenge:       | 120 Liter (Diesel)                                                                                                  | 120 Liter (Diesel)                                                                                                  | 120 Liter (Diesel)                                                                                                  |         |
| Fahrbereich:           | Straße: 550 km | Straße: 550 km | Straße: 550 km |         |
| Bewaffnung primär:     | FIM-92 „Stinger“ oder 9K310 Igla-1 Alternative MISTRAL oder RBS 70 MK I                                             | 1 Maschinengewehr MG3                                                                                               | 1 Maschinengewehr MG3                                                                                               |         |
| Bewaffnung sekundär:   | 1 Maschinengewehr MG3                                                                                               | keine | keine |         |
| Munition:              | 8 Flugabwehrraketen, 600 Schuss MG3                                                                                 | 600 Schuss MG3 | 600 Schuss MG3 |         |
| Besatzung:             | 2 | 2 | 3 |         |
| Besonderheiten:        | ABC-Schutzbelüftungsanlage, Klimaanlage, GPS, Heeresflugabwehr-Aufklärungs- und Gefechtsführungssystem (HFlaAFüSys) | ABC-Schutzbelüftungsanlage, Klimaanlage, GPS, Heeresflugabwehr-Aufklärungs- und Gefechtsführungssystem (HFlaAFüSys) | ABC-Schutzbelüftungsanlage, Klimaanlage, GPS, Heeresflugabwehr-Aufklärungs- und Gefechtsführungssystem (HFlaAFüSys) |         |